# D-阿拉伯糖醇4-脱氢酶
D-阿拉伯糖醇4-脱氢酶（EC 1.1.1.11（页面存档备份，存于））是一种以NAD+或NADP+为受体、作用于供体CH-OH基团上的氧化还原酶化学式为:C2272H3536O673N630S18。这种酶能催化以下酶促反应：
D-阿拉伯糖醇 + NAD+ {\displaystyle \rightleftharpoons } D-木酮糖 + NADH + H+
D-阿拉伯糖醇4-脱氢酶主要参与戊糖和葡萄糖醛酸之间的转化过程以及果糖和甘露糖之间的转化过程。